# منیر چفتار
منیر چفتار (انگلیسی: Mounir Chaftar؛ زادهٔ ۲۹ ژانویهٔ ۱۹۸۶) بازیکن فوتبال اهل آلمان است.
از باشگاه‌هایی که در آن بازی کرده‌است می‌توان به باشگاه فوتبال بوخوم، باشگاه فوتبال کیکرز اوفنباخ، باشگاه فوتبال آینتراخت فرانکفورت، باشگاه فوتبال زاربروکن، و باشگاه فوتبال دویسبورگ اشاره کرد.
وی همچنین در تیم‌های ملی فوتبال جوانان آلمان، جوانان آلمان، جوانان آلمان، و زیر ۲۱ سال آلمان بازی کرده‌است.